# Championnat des Antilles néerlandaises de football 1985
Navigation
Saison précédente Saison suivante
La saison 1985 du Championnat des Antilles néerlandaises de football est la vingt-troisième édition de la Kopa Antiano, le championnat des Antilles néerlandaises. Les deux meilleures équipes d'Aruba, de Bonaire et de Curaçao se rencontrent lors d'un tournoi inter-îles. Cette édition est la dernière regroupant les formations des trois îles. En effet, Aruba obtient son indépendance vis-à-vis des Antilles néerlandaises, devenant une entité à part entière du royaume des Pays-Bas à compter du 1er janvier 1986.
Le tournoi s'articule en deux phases : un premier tour oppose en matchs aller-retour les vice-champions. Le vainqueur se qualifie pour les demi-finales de la compétition, où il retrouve les trois champions insulaires, qui s'affrontent une nouvelle fois en matchs aller-retour.
C'est l'Union Deportivo Banda Abou qui est cette saison après avoir battu le champion de Bonaire, le SV Juventus en finale. Il s’agit du tout premier titre de champion des Antilles néerlandaises de l’histoire du club.
Le vainqueur de la Kopa Antiano et le finaliste se qualifient pour la Coupe des champions de la CONCACAF 1986.

## Compétition
Le barème utilisé pour établir le classement est le suivant :
- Victoire : 2 points
- Match nul : 1 point
- Défaite : 0 point

### Championnat d'Aruba
- Le SV Estrella est sacré champion d'Aruba devant le SV Dakota. Seul le SV Estrella se qualifie pour la Kopa Antiano car le SV Dakota est suspendu par la fédération arubaise.

### Championnat de Bonaire
- Le SV Juventus est sacré champion de Bonaire devant le SV Vitesse. Les deux clubs se qualifient pour la Kopa Antiano.

### Championnat de Curaçao

#### Phase régulière
| Rang | Équipe                        | Pts | J  | G | N | P | Bp | Bc | Diff |
| ---- | ----------------------------- | --- | -- | - | - | - | -- | -- | ---- |
| 1    | Union Deportivo Banda Abou    | 20  | 14 | 7 | 6 | 1 | 22 | 9  | +13  |
| 2    | Sport Unie Brion-TrappersT -2 | 17  | 14 | 6 | 7 | 1 | 19 | 11 | +8   |
| 3    | CRKSV Jong Holland            | 16  | 14 | 6 | 4 | 4 | 17 | 9  | +8   |
| 4    | CRKSV Jong Colombia           | 16  | 14 | 4 | 8 | 2 | 15 | 14 | +1   |
| 5    | RKSV Centro Dominguito        | 15  | 14 | 6 | 3 | 5 | 16 | 9  | +7   |
| 6    | Hubentut Korsou               | 10  | 14 | 2 | 6 | 6 | 12 | 21 | -9   |
| 7    | RKVFC Sithoc                  | 9   | 14 | 2 | 5 | 7 | 9  | 18 | -9   |
| 8    | De KoningP                    | 7   | 14 | 2 | 3 | 9 | 7  | 26 | -19  |

|  | Qualification pour le Kaya 6                       |
|  | Relégation directe en Tweede Divisie               |
|  | T : Tenant du titre P : Promu de deuxième division |

- Sport Unie Brion-Trappers reçoit une pénalité de deux points à la suite des incidents survenus lors de la rencontre face au CRKSV Jong Colombia.

#### Kaya 6
| Rang | Équipe                     | Pts | J | G | N | P | Bp | Bc | Diff |  | Résultats (▼ dom., ► ext.) | SUBT | JCo | JHo | Ban | Dom | Hub |
| ---- | -------------------------- | --- | - | - | - | - | -- | -- | ---- |  | -------------------------- | ---- | --- | --- | --- | --- | --- |
| 1    | Sport Unie Brion-TrappersT | 9   | 5 | 4 | 1 | 0 | 9  | 2  | +7   |  | Sport Unie Brion-TrappersT |      | 1-0 | 1-1 | 2-1 | 1-0 | 4-0 |
| 2    | CRKSV Jong Colombia        | 6   | 5 | 2 | 2 | 1 | 10 | 2  | +8   |  | CRKSV Jong Colombia        |      |     | 1-1 | 0-0 | 4-0 | 5-0 |
| 3    | CRKSV Jong Holland         | 6   | 5 | 1 | 4 | 0 | 7  | 4  | +3   |  | CRKSV Jong Holland         |      |     |     | 4-1 | 1-1 | 0-0 |
| 4    | Union Deportivo Banda Abou | 4   | 5 | 1 | 2 | 2 | 7  | 7  | 0    |  | Union Deportivo Banda Abou |      |     |     |     | 1-1 | 4-0 |
| 5    | RKSV Centro Dominguito     | 4   | 5 | 1 | 2 | 2 | 4  | 7  | -3   |  | RKSV Centro Dominguito     |      |     |     |     |     | 2-0 |
| 6    | Hubentut Korsou            | 1   | 5 | 0 | 1 | 4 | 0  | 15 | -15  |  | Hubentut Korsou            |      |     |     |     |     |     |

|  | Qualification pour le Kaya 4 |
|  | T : Tenant du titre          |

#### Kaya 4
| Rang | Équipe                     | Pts | J | G | N | P | Bp | Bc | Diff |  | Résultats (▼ dom., ► ext.) | Ban | SUBT | JCo | JHo |
| ---- | -------------------------- | --- | - | - | - | - | -- | -- | ---- |  | -------------------------- | --- | ---- | --- | --- |
| 1    | Union Deportivo Banda Abou | 8   | 6 | 3 | 2 | 1 | 8  | 5  | +3   |  | Union Deportivo Banda Abou |     | 4-1  | 1-0 | 1-1 |
| 2    | Sport Unie Brion-TrappersT | 7   | 6 | 3 | 1 | 2 | 9  | 8  | +1   |  | Sport Unie Brion-TrappersT | 2-0 |      | 2-0 | 2-1 |
| 3    | CRKSV Jong Colombia        | 5   | 6 | 1 | 3 | 2 | 5  | 7  | -2   |  | CRKSV Jong Colombia        | 1-1 | 2-2  |     | 1-0 |
| 4    | CRKSV Jong Holland         | 4   | 6 | 1 | 2 | 3 | 4  | 6  | -2   |  | CRKSV Jong Holland         | 0-1 | 1-0  | 1-1 |     |

|  | Qualification pour la finale et la Kopa Antiano |
|  | T : Tenant du titre                             |

#### Finale
| Équipe 1                    | Résultat | Équipe 2                   | Aller | Retour |
| --------------------------- | -------- | -------------------------- | ----- | ------ |
| Sport Unie Brion-Trappers T | 3 - 0    | Union Deportivo Banda Abou | 2 - 0 | 1 - 0  |

### Kopa Antiano
|  | Quarts de finale           | Quarts de finale           | Quarts de finale           | Quarts de finale           |                        |       | Demi-finales                   | Demi-finales                   | Demi-finales                   | Demi-finales                   |  |  | Finale                 | Finale                 | Finale                 | Finale                 |
|  |                            |                            |                            |                            |                        |       |                                |                                |                                |                                |  |  |                        |                        |                        |                        |
|  |                            |                            |                            |                            |                        |       | 30 novembre et 6 décembre 1985 | 30 novembre et 6 décembre 1985 | 30 novembre et 6 décembre 1985 | 30 novembre et 6 décembre 1985 |  |  | 11 et 14 décembre 1985 | 11 et 14 décembre 1985 | 11 et 14 décembre 1985 | 11 et 14 décembre 1985 |
|  |                            |                            |                            |                            |                        |       | 30 novembre et 6 décembre 1985 | 30 novembre et 6 décembre 1985 | 30 novembre et 6 décembre 1985 | 30 novembre et 6 décembre 1985 |  |  | 11 et 14 décembre 1985 | 11 et 14 décembre 1985 | 11 et 14 décembre 1985 | 11 et 14 décembre 1985 |
|  |                            |                            |                            |                            |                        |       | 30 novembre et 6 décembre 1985 | 30 novembre et 6 décembre 1985 | 30 novembre et 6 décembre 1985 | 30 novembre et 6 décembre 1985 |  |  | 11 et 14 décembre 1985 | 11 et 14 décembre 1985 | 11 et 14 décembre 1985 | 11 et 14 décembre 1985 |
|  |                            |                            |                            |                            |                        |       | 30 novembre et 6 décembre 1985 | 30 novembre et 6 décembre 1985 | 30 novembre et 6 décembre 1985 | 30 novembre et 6 décembre 1985 |  |  | 11 et 14 décembre 1985 | 11 et 14 décembre 1985 | 11 et 14 décembre 1985 | 11 et 14 décembre 1985 |
|  |                            |                            |                            |                            |                        |       | 30 novembre et 6 décembre 1985 | 30 novembre et 6 décembre 1985 | 30 novembre et 6 décembre 1985 | 30 novembre et 6 décembre 1985 |  |  | 11 et 14 décembre 1985 | 11 et 14 décembre 1985 | 11 et 14 décembre 1985 | 11 et 14 décembre 1985 |
|  | SV Juventus                | SV Juventus                | 2                          | 1 [2]                      |                        |       |                                |                                |                                |                                |  |  | 11 et 14 décembre 1985 | 11 et 14 décembre 1985 | 11 et 14 décembre 1985 | 11 et 14 décembre 1985 |
|  | SV Juventus                | SV Juventus                | 2                          | 1 [2]                      |                        |       |                                |                                |                                |                                |  |  | 11 et 14 décembre 1985 | 11 et 14 décembre 1985 | 11 et 14 décembre 1985 | 11 et 14 décembre 1985 |
|  |                            |                            | Sport Unie Brion-TrappersT | Sport Unie Brion-TrappersT | 1                      | 4 [0] |                                |                                |                                |                                |  |  | 11 et 14 décembre 1985 | 11 et 14 décembre 1985 | 11 et 14 décembre 1985 | 11 et 14 décembre 1985 |
|  |                            |                            |                            |                            | 1                      | 4 [0] |                                |                                |                                |                                |  |  | 11 et 14 décembre 1985 | 11 et 14 décembre 1985 | 11 et 14 décembre 1985 | 11 et 14 décembre 1985 |
|  |                            | 4 et 8 décembre 1985       |                            |                            |                        |       |                                |                                |                                |                                |  |  | 11 et 14 décembre 1985 | 11 et 14 décembre 1985 | 11 et 14 décembre 1985 | 11 et 14 décembre 1985 |
|  |                            |                            |                            |                            |                        |       |                                |                                |                                |                                |  |  | 11 et 14 décembre 1985 | 11 et 14 décembre 1985 | 11 et 14 décembre 1985 | 11 et 14 décembre 1985 |
|  | SV Juventus                | SV Juventus                | 1                          | 2                          |                        |       |                                |                                |                                |                                |  |  |                        |                        |                        |                        |
|  | SV Juventus                | SV Juventus                | 1                          | 2                          |                        |       |                                |                                |                                |                                |  |  |                        |                        |                        |                        |
|  |                            |                            | Union Deportivo Banda Abou | Union Deportivo Banda Abou | 2                      | 3     |                                |                                |                                |                                |  |  |                        |                        |                        |                        |
|  |                            |                            |                            |                            | 2                      | 3     |                                |                                |                                |                                |  |  |                        |                        |                        |                        |
|  |                            |                            |                            |                            |                        |       |                                |                                |                                |                                |  |  |                        |                        |                        |                        |
|  |                            |                            |                            |                            |                        |       |                                |                                |                                |                                |  |  |                        |                        |                        |                        |
|  | SV Estrella                | SV Estrella                | 2                          | 2                          |                        |       |                                |                                |                                |                                |  |  |                        |                        |                        |                        |
|  | SV Estrella                | SV Estrella                | 2                          | 2                          | 27 et 30 novembre 1985 |       |                                |                                |                                |                                |  |  |                        |                        |                        |                        |
|  |                            |                            | Union Deportivo Banda Abou | Union Deportivo Banda Abou | 3                      | 2     |                                |                                |                                |                                |  |  |                        |                        |                        |                        |
|  | SV Vitesse                 | SV Vitesse                 | Union Deportivo Banda Abou | Union Deportivo Banda Abou | 3                      | 2     | 1                              | 2                              |                                |                                |  |  |                        |                        |                        |                        |
|  | SV Vitesse                 | SV Vitesse                 |                            |                            |                        |       |                                | 2                              |                                |                                |  |  |                        |                        |                        |                        |
|  | Union Deportivo Banda Abou | Union Deportivo Banda Abou | 2                          | 2                          |                        |       |                                |                                |                                |                                |  |  |                        |                        |                        |                        |
|  | Union Deportivo Banda Abou | Union Deportivo Banda Abou | 2                          | 2                          |                        |       |                                |                                |                                |                                |  |  |                        |                        |                        |                        |
|  |                            |                            |                            |                            |                        |       |                                |                                |                                |                                |  |  |                        |                        |                        |                        |

## Bilan de la saison
| Championnat des Antilles néerlandaises de football 1985 |                                        |
| Champion                                                | Union Deportivo Banda Abou (1er titre) |
| Qualifications continentales                            |                                        |
| Coupe des champions de la CONCACAF 1986                 | Union Deportivo Banda Abou             |
| Coupe des champions de la CONCACAF 1986                 | SV Juventus                            |
| Promotions et relégations                               |                                        |
| Promus en Kopa Antiano                                  | Aucun                                  |
| Relégués                                                | Aucun                                  |